# キャパシター・ディスチャージド・イグニッション

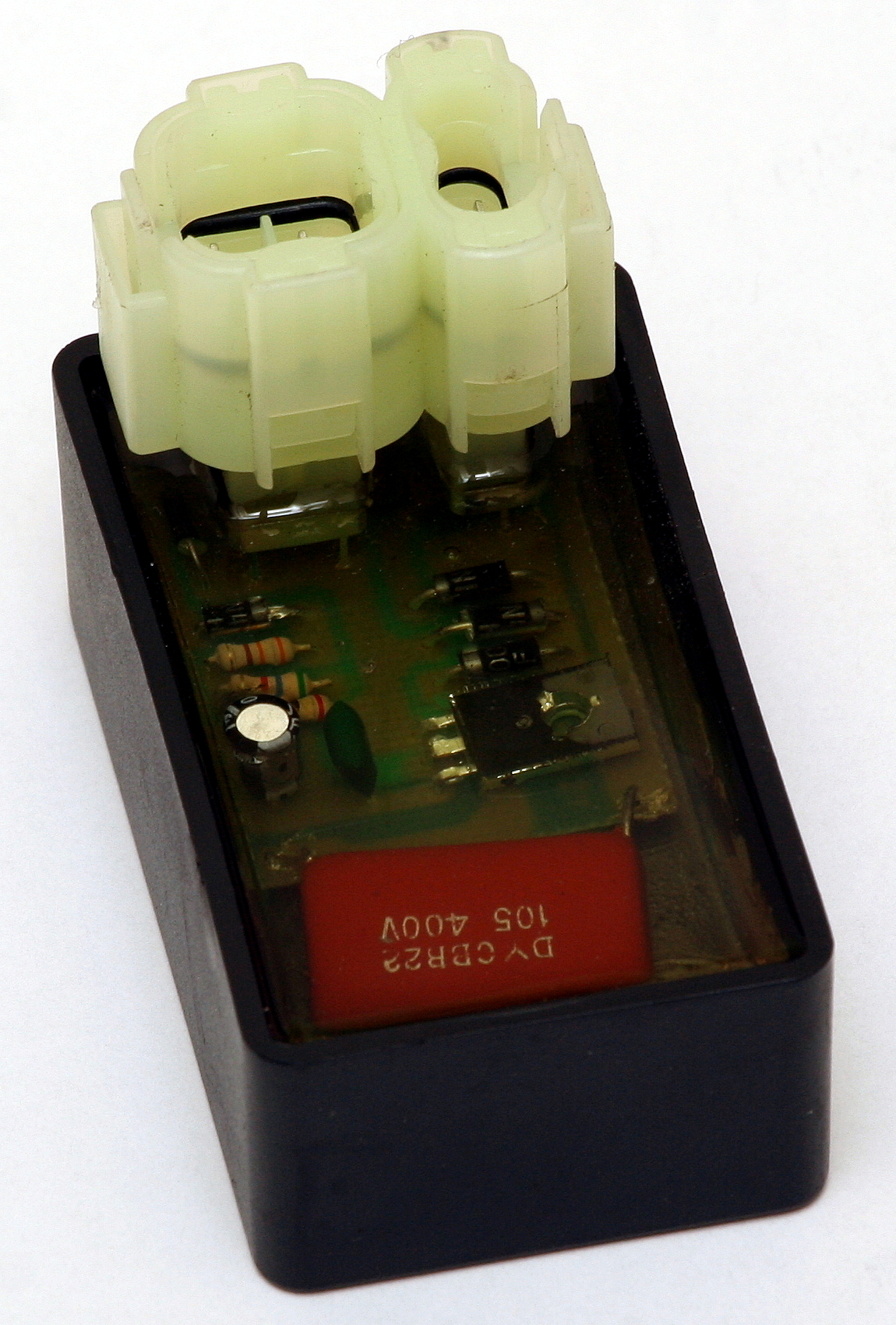
小型オートバイ用のCDIモジュール

キャパシター・ディスチャージド・イグニッション (英: Capacitor discharge ignition) とは、主にガソリンエンジンに用いられる、コンデンサ(capacitor)からの放電（discharge）を利用した電子制御点火方式、それを利用した点火装置である。Capacitor Discharge Ignitionの頭字語を取って「CDI」と略されることが多い。 

## 概要
CDIは、イグニッションコイルへ供給する一次電圧をコンデンサによる放電で発生させる。コンデンサへは小型の変圧器を使って蓄電され、多くの場合は約400Vの電圧がかけられ、蓄えられるエネルギー量は約50mJとなる。CDIの回路にはサイリスタが組み込まれており、点火時期にはサイリスタにトリガ電流が流されて点火コイルへと放電する。機械的な作動機構がなく、一次電圧に高いエネルギーを与えられることから二次電圧が高く、安定した火花をプラグで発生することができる。
CDIは電源が交流(AC)か直流(DC)かにより2種類に分類される。
AC-CDIフラマグ（フライホイール・マグネトー）CDIとも呼ばれる。フライホイールに仕込まれた磁石によって発生させた交流電流を直接取り込み、CDIユニットに内蔵された整流回路でコンデンサに蓄電する。機械式接点のコンタクトブレーカーを用いたフライホイール・マグネトー点火装置と同様に、エンジンの運転にバッテリー電力を必要としないため、原動機付自転車などの小型エンジンで広く使用される。
DC-CDIバッテリーによる直流電流を駆動電源とする。AC-CDIの構成に加えて、DC/ACインバータや12V電源を400-600V程度まで昇圧するための変圧器も含まれるため、AC-CDIよりも部品点数が多く大型になる。進角装置も波形進角が使えずDC電源を利用してデジタル制御となるため、AC-CDIと比較してより正確な点火時期制御が可能であり、低回転時も電力が安定しているため冷間始動性も良好となる傾向がある。
CDIは効率が良く小電力でも機能するため小型のエンジンに向いており、草刈機やチェーンソー、小型の汎用エンジン、かつては一部の自動車やレシプロ機関の航空機等でも利用された。更に原動機付自転車など小型のオートバイでも広く使用されていたが、現在では排ガス規制に有利な事からトランジスタ点火に移行している。またピーク電圧が高くプラグ汚損に強い為、2ストロークエンジンはCDI式が一般的であった。

## 歴史
CDIは1950年代に他の様々な形式の電子制御式点火装置の研究開発の中で開発された。CDIによる点火装置を世界で最初に採用したオートバイは、1969年のカワサキ・マッハであった。1960年代の終わりまでには、米国政府は自国で販売される内燃機関に厳しい排ガス規制を課した。その結果、ますます多くの電子制御式点火装置が開発され、1970年代からはCDIはホンダ・カブなども含めたほぼ全ての小型エンジンにおいて、従来のコンタクトブレーカーを置き換えるためにCDIが採用された。

## CDIのその他の役割
50ccのオートバイの純正CDIユニットには60km/h以上の速度が出ないように回転リミッターが設けられているものが多い。またチョークの制御回路などが内蔵されているものもある。

## 自動車における社外CDI
永井電子や和光テクニカルなどの点火装置メーカーは、自動車向けの後付けCDIを独自に販売していることがある。これは主にポイント式やセミトラ式ディストリビューターなどを用いた旧車の点火装置強化のために用いられるもので、純正ディストリビューターは電圧増幅に使用する内部接点を除去して配電機能のみを受け持たせ、コンデンサへの電流断続機能は純正イグナイターに分担させることにより、従来の点火システムを大きく変更することなく点火装置全体の性能強化と信頼性向上が行える。他にDELICA（三田無線研究所）のシンクロスパークがある。三田無線は製品の回路図を雑誌で公開し、部品の個別販売もしていた。また、自作したシンクロスパークを社長宅に持ち込めば、社長自らテストをしてくれ、取付けの指導もしてくれた。
機能を電圧増幅機能と放電機能に絞り込んでいる分、通常のCDIよりも遙かに大きなコンデンサや、複雑な点火アルゴリズムを持った点火回路を備えていることが多く、イグニッションコイルもそのCDI専用の強力な物が用いられることが多い。社外CDIを販売するメーカーが設定している高級な同時点火式CDIになると、ディストリビューターをカム角検出機構のみを残して除去してしまい、CDI本体が配電を行うシステムを構築することができる。